# Villa La Loggetta

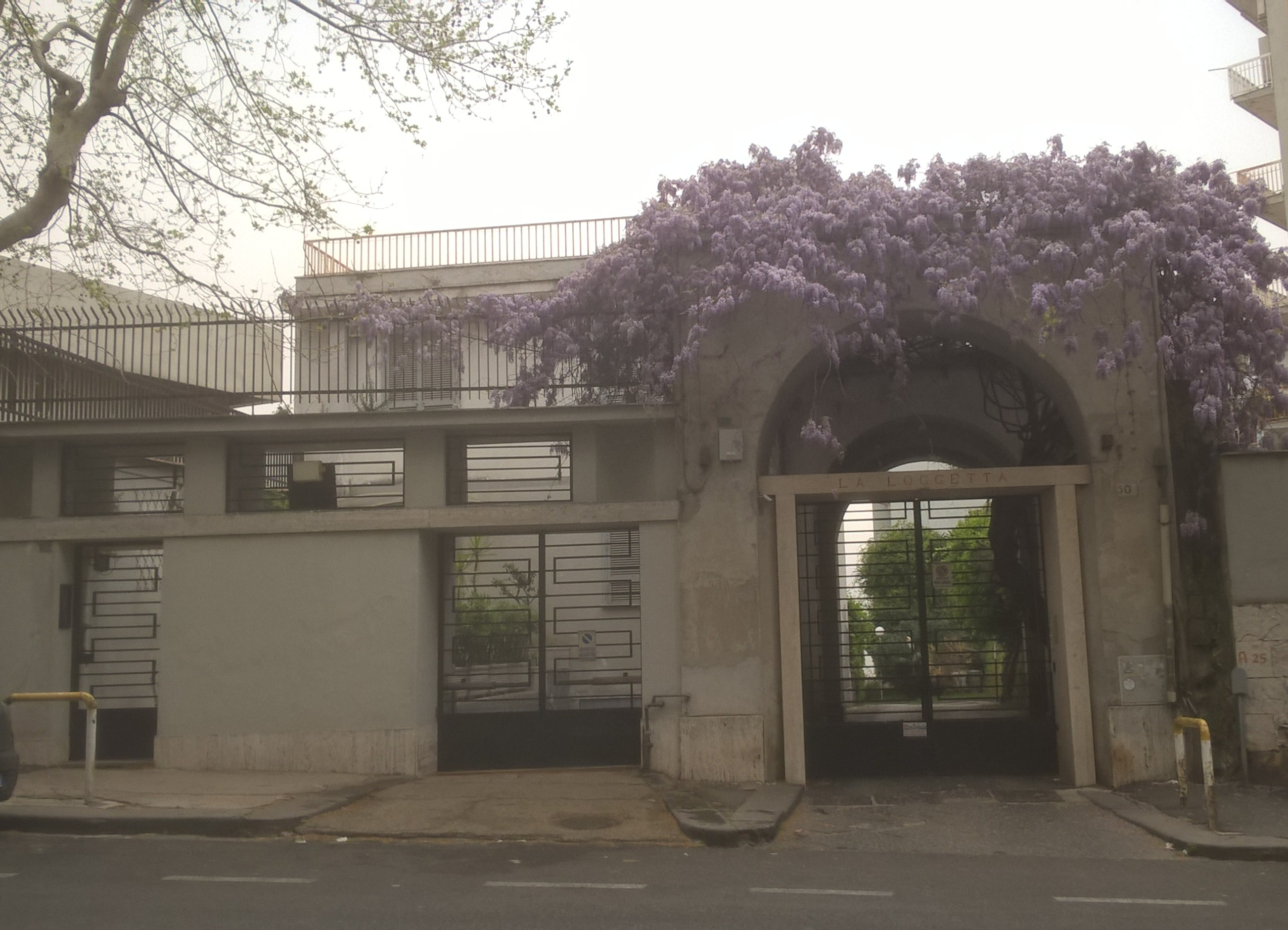
Villa 'La Loggetta' in Neapel

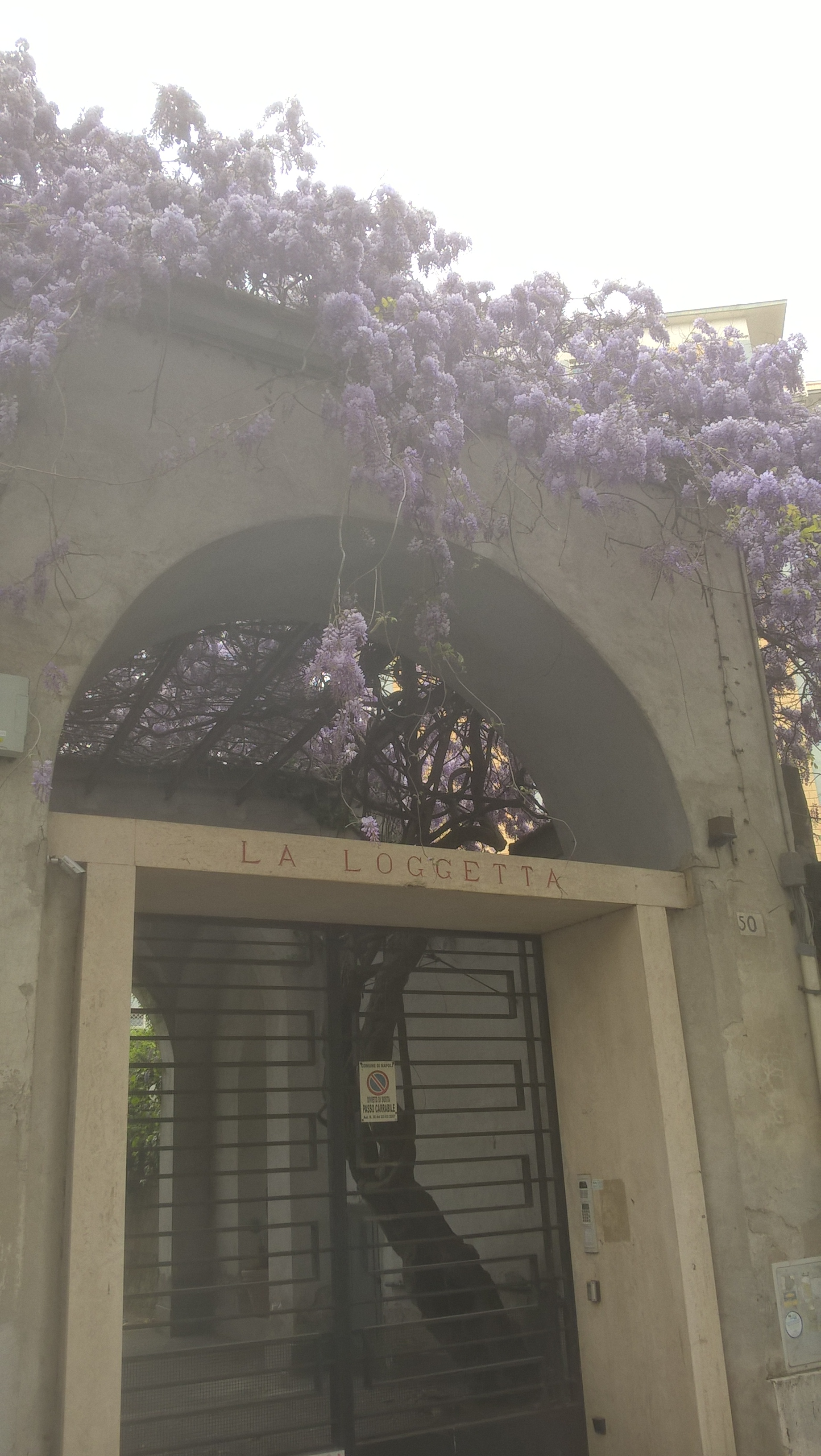
Eingang zur Villa

Die Villa La Loggetta ist ein Landhaus aus den 1930er-Jahren im Viertel Arenella von Neapel in der italienischen Region Kampanien. Sie liegt in der Via Bernardo Cavallino, 50.

## Geschichte und Beschreibung
Diese Villa im eher eklektischen Stil wurde 1936–1937 unter der Leitung von Marcello Canino im Auftrag der Familie Cenzato errichtet. Der Baustil ähnelt dem altrömischer Architektur.
Besonderes Element an diesem Haus sind zwei lange Pergolen aus Stahlbeton; heute ist die Villa dank kürzlicher Eingriffe in die Raumaufteilung umgestaltet.